# Mundelstrup Station
Mundelstrup Station er en dansk jernbanestation, som i dag kun fungerer som teknisk station i det at togene ikke længere holder til af og påstigning. Stationen er beligende i Mundelstrup Stationsby, i den vestlige del af den aarhusianske forstad Tilst. Stationen blev indviet den 3. september 1862, men ned klassificeret til trinbræt i 1972 og helt lukket i 1978. I forbindelse med genåbningen af Hinnerup Station den 29. maj 1994 som et forsøg, der skulle afklare muligheden for at genåbne flere stationer på strækningen, ville folketingsmedlem Aage Frandsen (F) i 1997 have afklaret, om daværende trafikminister Bjørn Westh (A) ville arbejde videre med åbningen af flere stationer, herunder Mundelstrup Station.
Stationen har 2 spor, samt sidespor med sporskiftere men til gengæld er den gamle banegårdsbygning nedrevet.

## Historie
Stationen blev anlagt ifm. anlægget af første etape af den jyske længdebane mellem Aarhus og Randers. Nær ved stationen blev der i 1870 oprettet en gødningsfabrik af ingeniøren Bauditz, som ankom med toget til Mundelstrup dette år. I 1899 blev det første postkontor åbnet ved stationen.